# Azeitão
Azeitão is een plaatsje in het district Setúbal in Portugal. Azeitão ligt aan de rand van de Serra da Arrábida en bestaat uit een groep kleine dorpjes, waaronder Vila Fresca de Azeitão, Vila Nogueira de Azeitão, Brejos de Azeitão, Oleiros, Aldeia de Irmãos en Vendas de Azeitão. In 2021 (de laatste bevolkingstelling) bedroeg het aantal inwoners 20.946.

## Economie
Rond Azeitão leeft men van de fruitbomen, notenbomen, kurkbomen en olijfbomen en wijnbouw. De grootste wijnboerderij, José Maria da Fonseca, werd in 1834 opgericht. Het oudste wijnbedrijf is de Quinta da Bacalhoa, dat uit de zestiende eeuw dateert. Er is ook een tegelfabriek en een fabriek waar schapenkaas wordt gemaakt.